# 山野浩一
山野 浩一（やまの こういち、1939年11月27日 - 2017年7月20日）は、日本の競馬評論家、小説家、脚本家、漫画原作者、鉄道趣味者。
大阪府大阪市港区出身。

## 経歴
大阪市立昭和中学校、大阪府立住吉高等学校を経て、1年浪人して1959年に関西学院大学法学部に入学。
大学は阪神競馬場のすぐ近くにあったため、競馬好きの学生が多く、山野も競馬好きになる。また、「映画研究部」に入部し、1960年に、2年生で脚本・監督作『デルタ』を制作。『デルタ』はテレビ放映もされ、その際のゲストだった寺山修司と知り合う。なお、寺山がのちに競馬に熱中するようになったのは、山野の影響だという。また学生映画の全国組織での会合で、日大在学中の足立正生と出会う。
1962年に大学を中退後、コマーシャル映画のプロダクションで1年間勤務。1963年に上京し、シナリオ学校に通う。足立を介して、赤瀬川原平、オノ・ヨーコ、嵐山光三郎、唐十郎らと出会う。
師事していた寺山修司から、「映画を作る前に、戯曲や小説を書いたほうがいい」と勧められ、1964年に処女戯曲『受付の靴下』と処女小説『X電車で行こう』とを執筆。『受付の靴下』は寺山の紹介で『悲劇喜劇』誌に掲載された。
『X電車で行こう』のほうは、山野はジャンル意識はなかったが「これはSFだ」といわれ、SFの同人雑誌『宇宙塵』に投稿して掲載されると、三島由紀夫、小林信彦らから高い評価を受け、『SFマガジン』1964年7月号に転載され、華々しく作家デビューした。
その後は、『SFマガジン』誌等でSF小説、SF評論を執筆する傍ら、自身が原作を手掛けた『戦え!オスパー』や、『鉄腕アトム』、『ビッグX』、『快獣ブースカ』といったテレビアニメ、特撮の脚本家としても活動する。
1969年に『SFマガジン』に掲載された評論「日本SFの原点と指向」では、日本の既成のSF作家たちを「アメリカSFのコピーに過ぎない」と痛烈に批判した。これに対して荒巻義雄が反論し、日本SF史に残る論争となった。
山野はその作家・評論家としての問題意識から、1960年代にイギリスで起きていたニュー・ウェーブSF運動に共鳴し、1969年には『季刊NW-SF』を自ら創刊、のちに編集長をつとめる山田和子等とともに日本のニュー・ウェーブSF運動の旗手として活躍した。また「NW-SFワークショップ」も主宰。集まったメンバーには、鏡明、荒俣宏、川又千秋、森下一仁、亀和田武、新戸雅章、永田弘太郎、志賀隆生、高橋良平、山形浩生、大和田始、野口幸夫、増田まもるらがいた。NW-SFワークショップでは、山野の好みもあり「囲碁・将棋クラブ」の活動が盛んであり、社員だった山田和子は将棋のアマチュア女流名人になっている。
サンリオSF文庫の創刊にも深く関わり、海外の先鋭的なSF小説・前衛文学の紹介に寄与した。
作家デビューとほぼ同時期から、競馬関係の原稿も多数執筆した。きっかけは、1965年の初の単行本『X電車で行こう』の出版記念パーティで、日本中央競馬会の宇佐見恒夫と知り合い『優駿』に原稿を書くようになったことによる。1990年代以降は、競馬評論家としての活動が主となっている。
競走馬の血統に関する書籍が希少だった1970年代初頭から、『名馬の血統』などの血統本を著すなど、血統評論家の第一人者としても知られる。1977年に出版された『サラブレッド血統事典』は、10万部近い発行部数に達するなど競馬関係書籍としては異例の売れ行きを見せた。1970年からは、日本で最初のフリーハンデ（後に週刊競馬ブックと提携した「全日本合同フリーハンデ」となる）の作成にも携わり、競走馬評価の体系の確立にも寄与した。1990年には、『サラブレッドの誕生』でJRA賞馬事文化賞を受賞。また有識者としてダート競走格付け委員会、NARグランプリ選考委員会の委員も務めるなど地方競馬においても多大な功績が認められ、2018年1月15日に発表されたNARグランプリ2017の特別賞も受賞した。
2007年の世界SF大会の「speculative japan」パネルに出席し、翻訳家増田まもるが創設したサイト「speculative japan」の理念に賛同したことから、2008年1月に、SF活動期にも入会していなかった日本SF作家クラブに入会した。2011年には創元SF文庫から「山野浩一傑作選」2巻が刊行された。2013年、『NOVA 書き下ろし日本SFコレクション10』に30年ぶりとなるSF短編「地獄八景」を発表した。
晩年は食道がんを患い闘病していたが、2017年7月20日、東京都内の病院で死去。77歳没。没後に第38回日本SF大賞功績賞を受けた。

## 著作一覧

### 小説

#### 長編
- 『花と機械とゲシタルト』（NW-SF社） 1981、のち小鳥遊書房 2022

#### 短編集
- 『X電車で行こう』（新書館） 1965
- 『鳥はいまどこを飛ぶか』（早川書房） 1971、のち東京創元社 2011
- 『殺人者の空』（仮面社） 1976、のち東京創元社 2011
- 『ザ・クライム』（冬樹社） 1978
- 『いかに終わるか: 山野浩一発掘小説集』（小鳥遊書房） 2022

#### 連作集
- 『レヴォリューション』（NW-SF社） 1983

### 評論集
- 『SFと気楽』（工作舎） 1979

### 監修
- 『SF百科図鑑』（サンリオ） 1977

### 競馬関係
- 『競馬パズル』（東京スポーツ新聞社） 1968
- 『実戦・名馬の血統』（明文社） 1970
- 『栄光の名馬』（明文社） 1976
- 『サラブレッド血統事典』（二見書房） 1977
- 『続・栄光の名馬』（明文社） 1981
- 『新しい名馬のヴィジョン』（中央競馬ピーアール・センター） 1986
- 『サラブレッドの誕生』（朝日新聞社） 1990
- 『平成「競馬」維新』（ミデアム出版社） 1992
- 『伝説の名馬 Part I』（中央競馬ピーアール・センター） 1993
- 『伝説の名馬 Part II』（中央競馬ピーアール・センター） 1994
- 『伝説の名馬 Part III』（中央競馬ピーアール・センター） 1996
- 『伝説の名馬 Part IV』（中央競馬ピーアール・センター） 1997
- 『名馬鑑定団』（アスペクト） 1997
- 『競馬・全日本フリーハンデ 1983 - 1988』（リトル・モア） 1997
- 『競馬・全日本フリーハンデ 1989 - 1994』（リトル・モア） 1997
- 『競馬・全日本フリーハンデ 1995 - 1996』（リトル・モア） 1998
- 『競馬・全日本フリーハンデ 1997 - 1998』（リトル・モア） 2000
- 『アーバンダート百科』（国書刊行会） 2003
- 連載「一筆啓上」（週刊競馬ブック） 随時

## 備考
- 社台レースホースの会員としても知られ、ステイゴールドやダンスインザダーク、ゴールドアリュールなどの一口馬主となっている。
- 1987年にマッドハウス制作により『X電車で行こう』がOVAとして発売されている。